# Paso del Mont Cenis
El paso de Mont Cenis o collado de Mont Cenis (en francés col du Mont-Cenis) (en italiano, colle del Moncenisio) es un puerto de montaña de los Alpes, situado a 2.083 m s. n. m. al lado de Cantón de Lanslebourg-Mont-Cenis, al departamento de la Saboya, región de Auvernia-Ródano-Alpes, en Francia.
Forma el límite geográfico entre los Alpes Cotios y los Alpes Grayos, perteneciendo al macizo de Mont Cenis. Se sitúa en lo alto del valle francés de la Maurienne y del valle italiano de Cenischia (ramal del valle de Susa). Comunica Lanslebourg-Mont-Cenis en Francia (al noroeste) con Susa a Italia (al sudeste). Sirvió de frontera administrativa entre los dos estados hasta que desde el 1947, por el Tratado de París, se sitúa íntegramente en Francia. Así, volviendo a sus límites históricos anteriores a la anexión de Saboya por Francia.

## Etimología
Parece que el término Moncenisio deriva de "Monte de le ceneri" (en italiano: montaña de las cenizas). Según la tradición, después de un incendio forestal, una gran cantidad de ceniza se acumuló en tierra, y de aquí el nombre. Durante la construcción de la carretera del  collado, se encontró rastros de cenizas.

## Geografía
El paso de Mont Cenis, es un paso de montaña de los Alpes occidentales, de 2.083 m s. n. m. de altura. Está situado al macizo de Mont Cenis, cordillera de los Alpes Cotios, y forma el límite geográfico entre estos y los Alpes grayos. La primera cumbre de los Alpes Cottis (al sudeste del  collado) es la Punta Clairy de 3.161 m s. n. m. (también conocida como Signal lleva Pequeño Mont-Cenis).  La primera cumbre de los Alpes de Graies (al nordeste del  collado) es la Pointe de Ronce de 3.612 m s. n. m.
Se sitúa en la divisoria de aguas entre el Valle de Susa (la Mauriena) y el valle de Cenischia (que es un ramal del valle de Susa). Por la primera,  discurre el río Arco, afluente del ríe, de la cuenca del Ródano Por la segunda fluye el torrente Cenischia, afluente del Dora Riparia, de la cuenca del Po.
Comunica Lanslebourg-Mont-Cenis en Francia (al noroeste) con Susa en Italia (al sudeste). discurre la carretera D-1006 (antigua carretera nacional RN-6) de Francia, que un golpe pasada la frontera,  y ya dentro del territorio italiano, se convierte en la carretera SS-25 del Moncenisio de Italia. El  collado permanece cerrado en invierno (de diciembre a mayo) debido a la fuerte pendiente (media: 6,8% / máx: 10,7 %), a pesar de su relativa baja altura. Durante el periodo de cierre invernal, la carretera D-1006, que desciende el collado por la vertiente francesa, un golpe cubierta de nieve, acontece una pista de esquí denominada "Escargot" (en francés: tornillo).

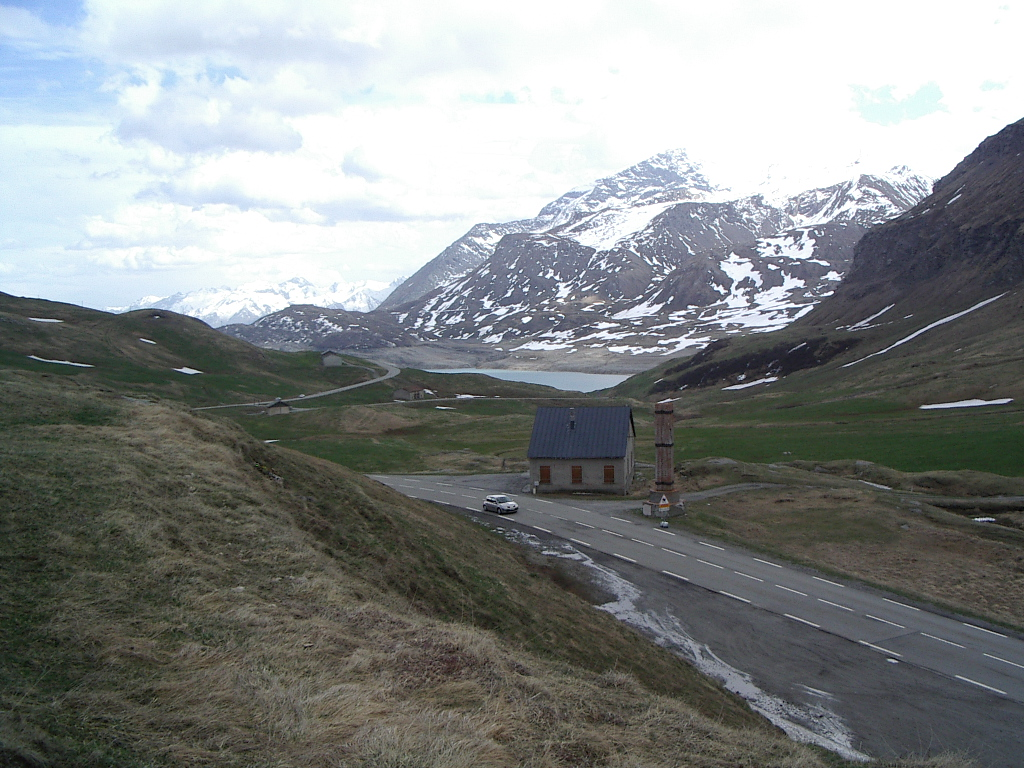
Imagen del collado

El paso de Mont Cenis sirvió de frontera administrativa entre Francia e Italia desde 1860, año de la anexión de Saboya en Francia por el Tratado de Turín. Al acabar la Segunda Guerra Mundial, y en virtud de los acuerdos del Tratado de París, el  collado se sitúa íntegramente en Francia, puesto que la línea fronteriza se desplazó hacia la vertiente italiana. Así, volviendo a sus límites históricos anteriores a la anexión de Saboya por Francia. La frontera se separa de la cuenca principal a la Punta Marmottere (3.384 m s. n. m.) y gira repentinamente hacia el suroeste, hasta el torrente Cenischia, para volver a encontrar la divisoria de aguas de la cuenca a la otra banda del valle, cerca de la Punta Tricúspide
Justo por debajo del  collado, a 1.974 m s. n. m., a la vertiente que mira en Italia, pero todavía en territorio francés,  estuvo construida una presa. El dique es de 120 metros de altura y tiene una capacidad de 315 hectómetros cúbicos. Sirve para la producción de electricidad, que se reparte entre Italia y Francia a las centrales hidroeléctricas de Venaus (Italia) y de Villarodin-Bourget (Francia). La presa forma el lago de Mont Cenis, cuerpo de agua que ya existía en el pasado, aunque de menor tamaño. A su orilla se  situaba el Hospicio de Mont Cenis, destruido con la construcción de la presa. Durante los periodos de vaciado del lago se pueden ver los restos de la anterior construcción de dos presas que han sido sumergidas por las aguas del gran lago surgido con la construcción de la última presa. La misma carretera tuvo que ser desplazada, haciendo que el punto más alto de la misma pase por la cota 2.094, al próximo plan des Fontainettes, a la proximidad de la pirámide que sirve de capilla y del Jardín botánico de Mont Cenis.
El llamado túnel de Mont Cenis, situado a 1.295 m s. n. m., queda realmente a 27,4 km al oeste del paso, por debajo del Col lleva Fréjus. Su nombre oficial es túnel ferroviario del Fréjus, a pesar de que también es conocido por la denominación de túnel de Mont Cenis. 
Al suroeste del paso de Mont Cenis hay el  collado del Pequeño Mont Cenis (2.184 m) que lleva desde la meseta a la cumbre (en Italia) del paso principal al valle de Etache sobre la vertiente francesa hasta Bramans en el valle de Arco. Cerca suyo hay el refugio del Pequeño Mont Cenis.

## Historia

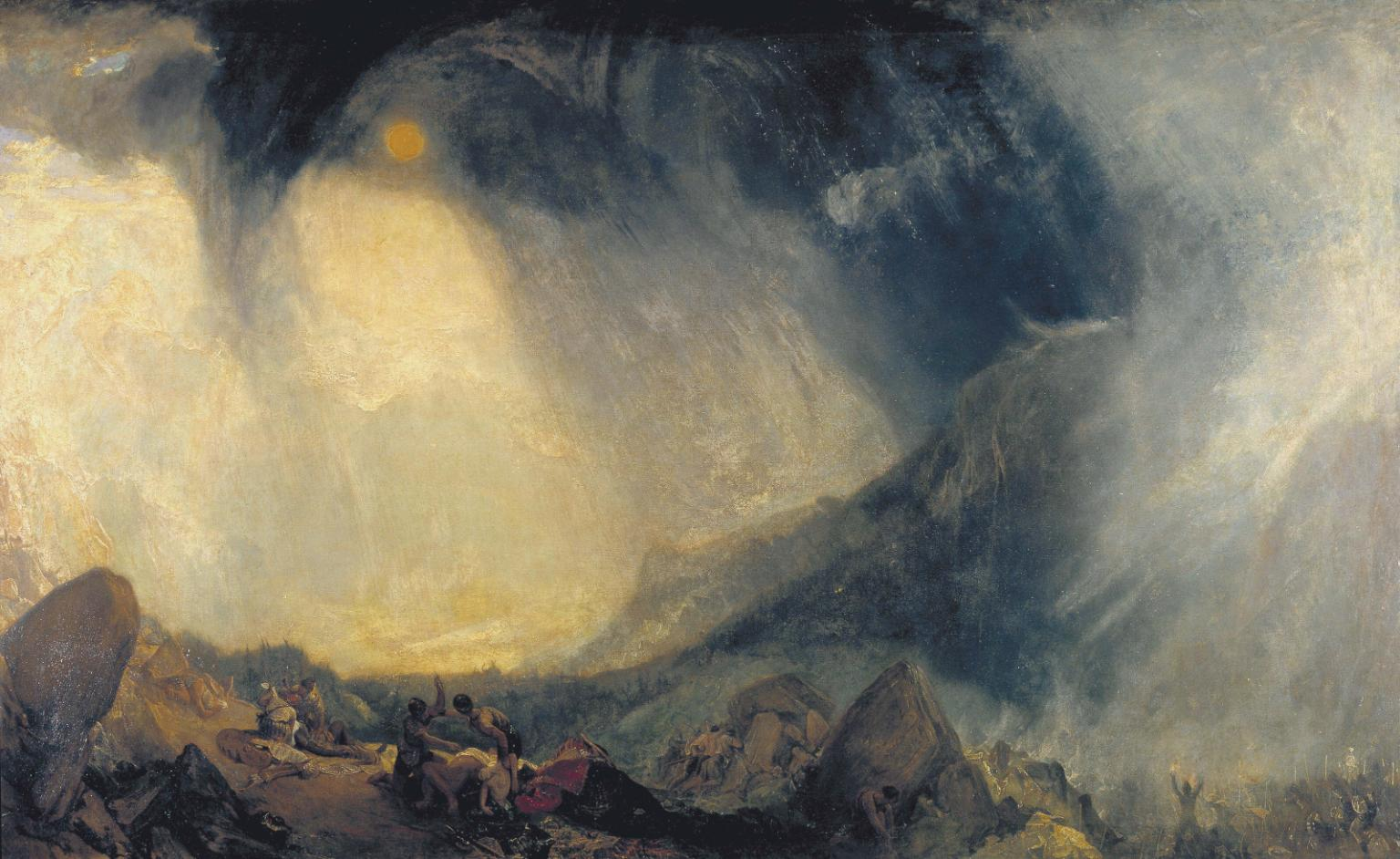
Tormenta de nieve (Turner): Anníbal y su ejército atravesando los Alpes

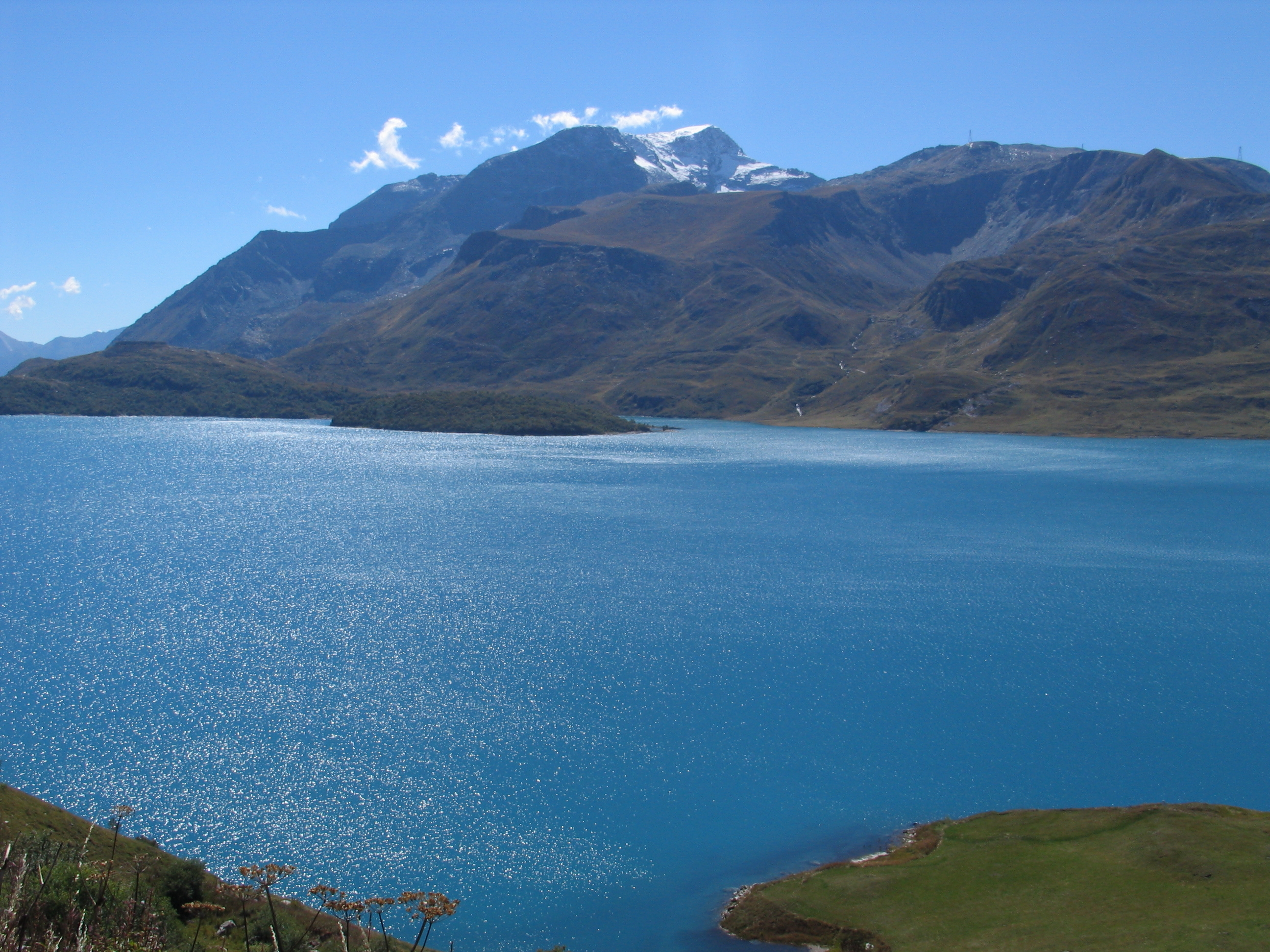
Embalse sito en el puerto.

El paso de Mont Cenis tiene una gran importancia histórica. Se creía que Aníbal cruzó los Alpes de Francia en Italia por el  collado del Pequeño Mont Cenis y el  collado Clapier, que se encuentran al oeste del paso de Mont Cenis. Una reciente reconstrucción sitúa el paso de Aníbal en el  collado del Autaret, que conecta Averole (alta Mauriena) y Malciaussia (Valle de Lanzo).
El emperador Constantino I el Grande pasó por el paso de Mont Cenis hacia Italia, para luchar contra Maxenci.
También fue utilizado como el paso principal por el cual Carlomagno cruzó con su ejército para invadir Lombardia el 773.
Formaba parte del Camino español,  siendo reformado por Gabriel Cerbellón, ingeniero de Felipe II. Desde entonces fue la principal ruta para cruzar los Alpes entre Francia e Italia hasta el siglo XIX.
Fue el lugar de una victoria militar de la "Armée des Alpes" (en francés: ‘’Ejército de los Alpes’’), liderada por el general en ningún Thomas Alexandre Davy de la Pailleterie, conocido como el general Dumas (padre del escritor Alexandre Dumas (padre) y abuelo del también escritor Alexandre Dumas (hijo)), sobre las fuerzas del Reino de Cerdeña-Piamonte en abril de 1794, una victoria que permitió al ejército francés de Italia invadir y conquistar la península italiana.
Entre 1803 y 1810, por orden de Napoleón Bonaparte, se construyó una carretera por el puerto,  así como se hizo el ampliación del antiguo Hospicio de Mont Cenis que databa del siglo IX. Este hospicio fue destruido con motivo de la construcción de la última presa. El 12 de junio de 1812, el doctor Balthazard Claraz salvó la vida del papa Pío VII en el hospicio de Mont Cenis, durante su viaje secreto de Savona a Fontainebleau.
En 1868, a lo largo de la carretera, se construyó el ferrocarril de Mont Cenis, tren cremallera de tipo «Fell», operado por una compañía inglesa, pero que fue desmantelado el 1871 con la apertura del túnel de Mont Cenis.
El túnel ferroviario de Mont Cenis, iniciado el 1857, fue concluido e inaugurado el 1871.
Un vasto complejo defensivo italiano fue erigido entre 1877 y 1908: el Campo trincerato del Moncenisio El fuerte Varisello comanda el complejo. En el lado francés también hay varias fortificaciones. La zona fue escenario de combates durante la Segunda Guerra Mundial.

## Ciclismo
El paso de Mont Cenis ha sido franqueado en 5 ocasiones por el Tour de Francia. Desde 1999 está clasificado como ‘’hors-catégorie’’. Los siguientes corredores lo han pasado en cabeza de carrera:
- 1949: Giuseppe Tacca  Francia
- 1956: Federico Bahamontes  España
- 1961: Emmanuel Busto  Francia
- 1992: Claudio Chiappucci  Italia
- 1999: Dmitri Konyshev  Rusia

Además, ha pasado el Giro de Italia de 2013 en dos ocasiones. En la decimoquinta etapa, el primer corredor en pasar bajo la pancarta indicando el Gran premio de la montaña de primera categoría fue el italiano Stefano Pirazzi, y fue atravesado de nuevo en la decimosexta etapa del mismo año, siendo el venezolano Jackson Rodríguez el primero por su cima.